# Das Jüngste Gericht (Rogier van der Weyden)
Das Jüngste Gericht ist ein Flügelaltar des niederländischen Malers Rogier van der Weyden. Das aus insgesamt neun Tafeln bestehende Polyptychon wurde um 1450 für die Kapelle im Krankensaal des Hôtel-Dieu in Beaune, Frankreich angefertigt und hat eine Höhe von 215 cm. Es ist nicht signiert, erst spätere Quellen haben Rogier van der Weyden zweifelsfrei als Maler des Bildes identifiziert.

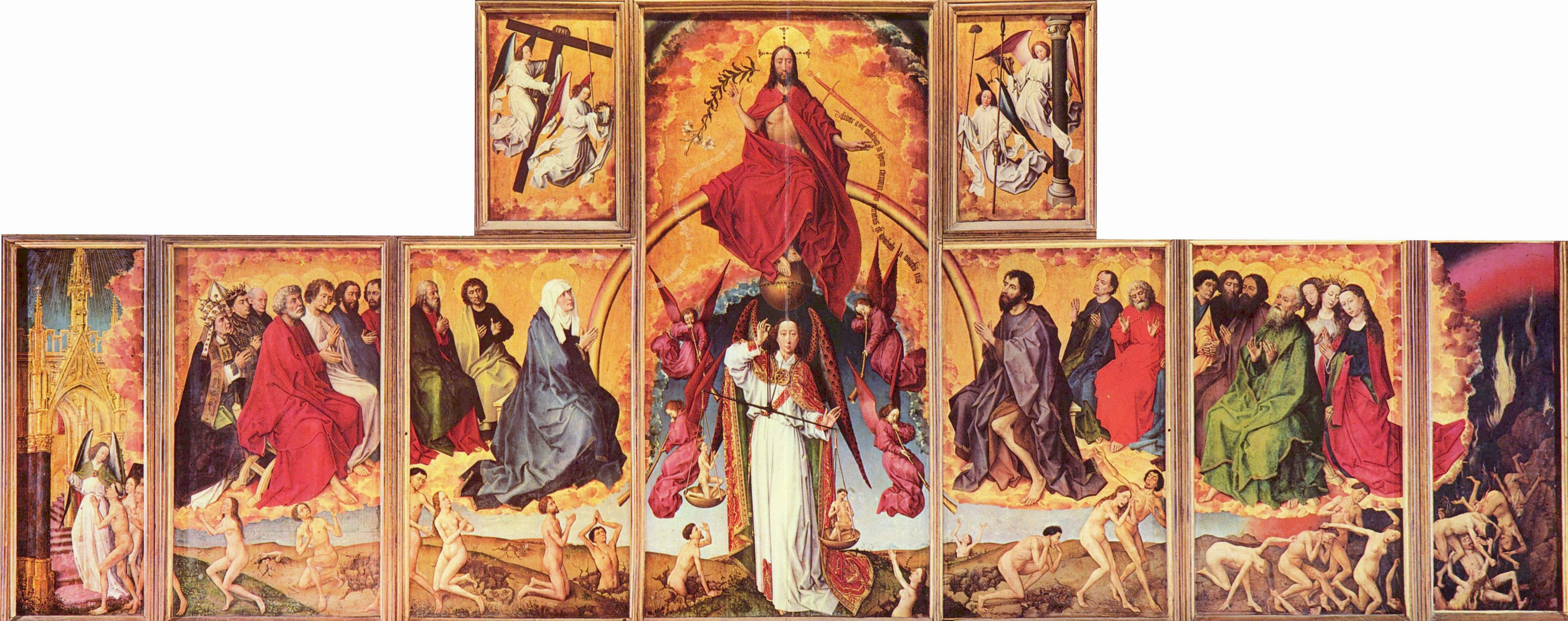
Das Jüngste Gericht von Rogier van der Weyden, Festtagsansicht

Die Bilder des Altars sind in Öl auf Eichenholz gemalt und zeigen auf der Innenseite eine Darstellung des Jüngsten Gerichts. In zugeklapptem Zustand sind die Heiligen Sebastian und Antonius und die Verkündigung ausgeführt als Skulpturen in Grisaille sowie die Porträts des Stifterpaares zu sehen. Heute steht der Altar in einem Nebenraum des Hospizes. Die Thematik des Altars stammt aus dem Alten und Neuen Testament, insbesondere aus dem Evangelium nach Matthäus und der Apokalypse. 

## Die Alltagsseite

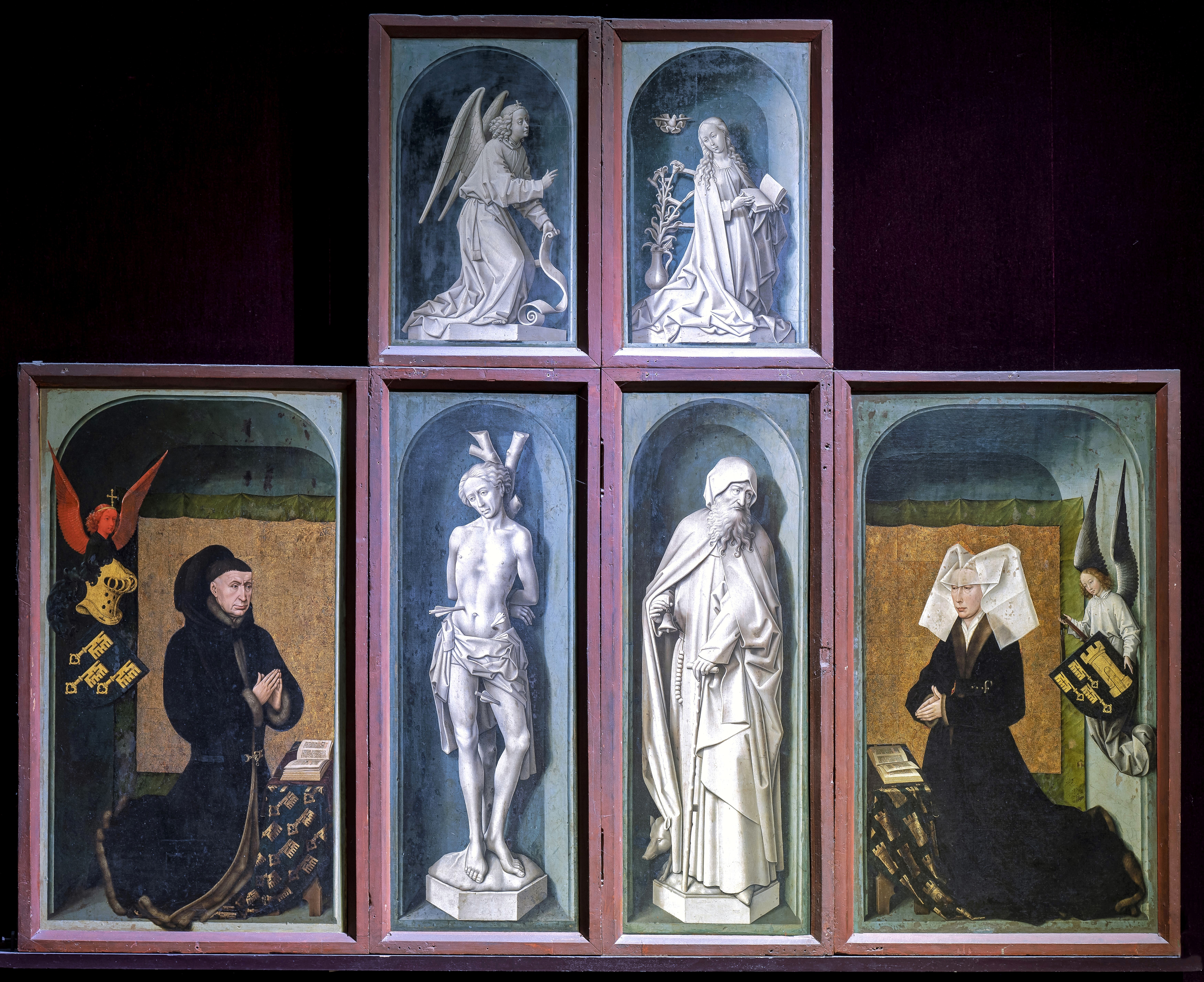
Das Jüngste Gericht von Rogier van der Weyden, Alltagsseite

Die Darstellung des Jüngsten Gerichts wurde nur an Sonn- und Feiertagen zur Schau gestellt. Alltags konnten die Kranken zur Stunde der Messe, wenn die Tür zwischen Kapelle und Krankensaal geöffnet war, nur den geschlossenen Altar erblicken, dessen beide Flügel in sechs Felder unterteilt sind.

### Der Engel und Maria

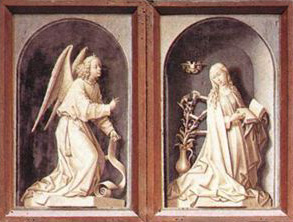
Der Engel und Maria (Verkündigung)

Über den beiden männlichen Heiligen erinnern, als traditioneller Auftakt des Erlösungszyklus, Maria und der Engel der Verkündigung. Diese stehen für die Ankunft Christi, des Erretters der sündigen Menschheit, ein Moment in der das Heil auf die Welt gelangt. 
Maria liest im Alten Testament die Textstelle im Buch des Propheten Jesaja, die die jungfräuliche Geburt ankündigt (Jes|7, 14.15). Dort heißt es:

„Siehe, eine Jungfrau wird empfangen und einen Sohn gebären, und wird dessen Namen Emanuel nennen. Butter und Honig wird er essen, dass er Böses und Gutes zu unterscheiden wisse“

In einer stilisierten Wolke schwebt der heilige Geist auf Maria hinzu. In der linken Ecke steht eine Vase mit Lilien. Diese ist in der biblischen Tradition auch ein Symbol der Erwählung. Unter anderem wird die Lilie erwähnt im Hohelied Salomos: Wie eine Lilie unter den Dornen, so ist meine Geliebte unter den Mädchen (Hld 2,0 ) und auch im prophetischen Buch des Hosea im Alten Testament: Ich werde für Israel da sein wie der Tau, damit es aufblüht wie eine Lilie und Wurzeln schlägt wie der Libanon. (Hos 14,6 )

### Die Schutzpatrone

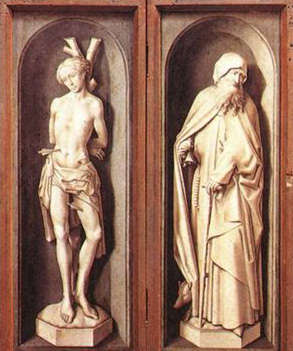
Sebastian und Antonius

Die beiden unteren Darstellungen zeigen den römischen Soldaten und christlichen Märtyrer Sebastian und den christlichen ägyptischen Mönch Antonius. 
Der Heilige Sebastian ist unbekleidet und an einen Baumstamm gefesselt und von den Pfeilen seines Martyriums durchbohrt. Neben Rochus von Montpellier war er der populärste Schutzpatron aller Seuchenkranken und insbesondere der Pestkranken. 
Ihm zur Seite steht der heilige Antonius in einem Mönchsgewand mit einem Glöckchen in seiner Rechten. In seiner Linken hält er das Antoniuskreuz, das auch in der Offenbarung des Johannes als Taukreuz die Gläubigen kennzeichnet, die erlöst werden sollen (Apk 7, 2 ff; 9,4). In der unteren Ecke der Darstellung befindet sich ein kleines Schwein, das seit dem 12. Jahrhundert auf seinen Darstellungen neben ihm hergeht. 
Antonius wurde von solchen angefleht, die an dem nach diesem Heiligen benannten Antoniusfeuer erkrankt waren, einer äußerst schmerzhaften und toxischen Infektion, die zum Tode führen konnte. Im Mittelalter wurde die Erkrankung durch den Konsum von mit Mutterkorn-Pilz (Claviceps purpurea) befallenem Roggen verursacht. Man bezeichnete sie als Antoniusfeuer oder auch ignis sacer – „heiliges Feuer“.
Vor allem der Antoniter-Orden hatte es sich zur Aufgabe gemacht, am Antoniusfeuer Erkrankte zu behandeln und zu pflegen. Sie unterhielten im 15. Jahrhundert in ganz Europa etwa 370 Spitäler, in denen rund 4000 Erkrankte versorgt wurden. 
Kanzler Rolin befürchtete, dass es zu Überschneidungen mit diesen Krankenhauseinrichtungen kommen könnte und bat aus diesem Grund Papst Nikolaus V. um die Zustimmung, das Kirchenpatronat vom heiligen Antonius in das des heiligen Johannes des Täufers zu ändern. Nikolaus V. akzeptierte diese Änderung mit einer Bulle vom 30. Dezember 1451. Da das Bild noch den Antonius als Patron zeigt, ist davon auszugehen, dass es vor diesem Datum entstand.
Die Reliquien des heiligen Antonius gelangten im 11. Jahrhundert in die Burgund benachbarte Region Dauphiné.

### Die Stifter
Auf den beiden großen Außentafeln sind die Stifter des Hospitals Hôtel-Dieu und dessen Altar, Kanzler Nicolas Rolin und seine Frau Guigone de Salins, zu sehen. Hinter ihnen schweben zwei Engel die ihre Wappen tragen.
Rolin (* 1376 in Autun; † 1462 in Autun) war einer der reichsten und mächtigsten Männer seiner Zeit. Von seinen Zeitgenossen wird er zuweilen als harter und auf den eigenen Vorteil bedachter Mann beschrieben. Er hatte bereits seit 1408 Herzog Johann Ohnefurcht gedient, danach seinem Sohn Philipp dem Guten, der ihn für seine treuen Dienste 1424 zum Ritter schlug.

## Die Festtagsseite
An Sonn- und Feiertagen wurde der Flügelaltar geöffnet und die Kranken konnten so die Darstellung des Jüngsten Gerichts betrachten. Der Künstler teilte das Bild in zwei Ebenen ein, einen irdischen und einen himmlischen Bereich. 

### Die Engel
Von beiden Seiten neben Christus schweben Engel mit Marterwerkzeugen herbei. Von je zwei Engeln getragen werden die Geräte der Hinrichtung: Kreuz und die Lanze, die Geißelsäule, die Nägel, mit denen Christus ans Kreuz geschlagen wurde. 
Die Marterwerkzeuge werden Christus als Zeichen des Sieges von den Engeln nachgetragen. Durch das Leiden und seinen Tod hat Christus die Welt und den Tod besiegt.

### Christus
Jesus Christus befindet sich im Zentrum des Altars und thront als der Weltenrichter auf einem Regenbogen. Er ist erhöht oben dargestellt und hebt sich von anderen dargestellten Personen deutlich ab. Christus ist in ein langes purpurrotes Gewand gehüllt. An der rechten Seite seiner Brust wird die Wunde sichtbar, wie man auch an den entblößten Füßen und den Wundmalen der Kreuzigung ausmachen kann. Seine rechte Hand, die zur Paradiesseite und eine weiße Lilie berührt, ist erhoben, die linke streckt er zum Zeichen der Missbilligung nach unten in die Richtung der Hölle. Dort befindet sich das zweischneidige blutrote Schwert. Neben ihm befinden sich Spruchbänder mit Versen aus dem Evangelium nach Matthäus (Mt 25,34.41 )

„Da wird dann der König sagen zu denen zu seiner Rechten: Kommt her, ihr Gesegneten meines Vaters, ererbt das Reich, das euch bereitet ist von Anbeginn der Welt!“

„Dann wird er auch sagen zu denen zur Linken: Geht weg von mir, ihr Verfluchten, in das ewige Feuer, das bereitet ist dem Teufel und seinen Engeln!“

Seine Füße ruhen auf einer Kugel, die seit der Zeit des Altertums als Sinnbild des Universums und der Schöpfung und auch als Symbol für das Ganze, Vollkommene und Vollendete gilt. Unter der Kugel befindet sich Michael.

### Michael

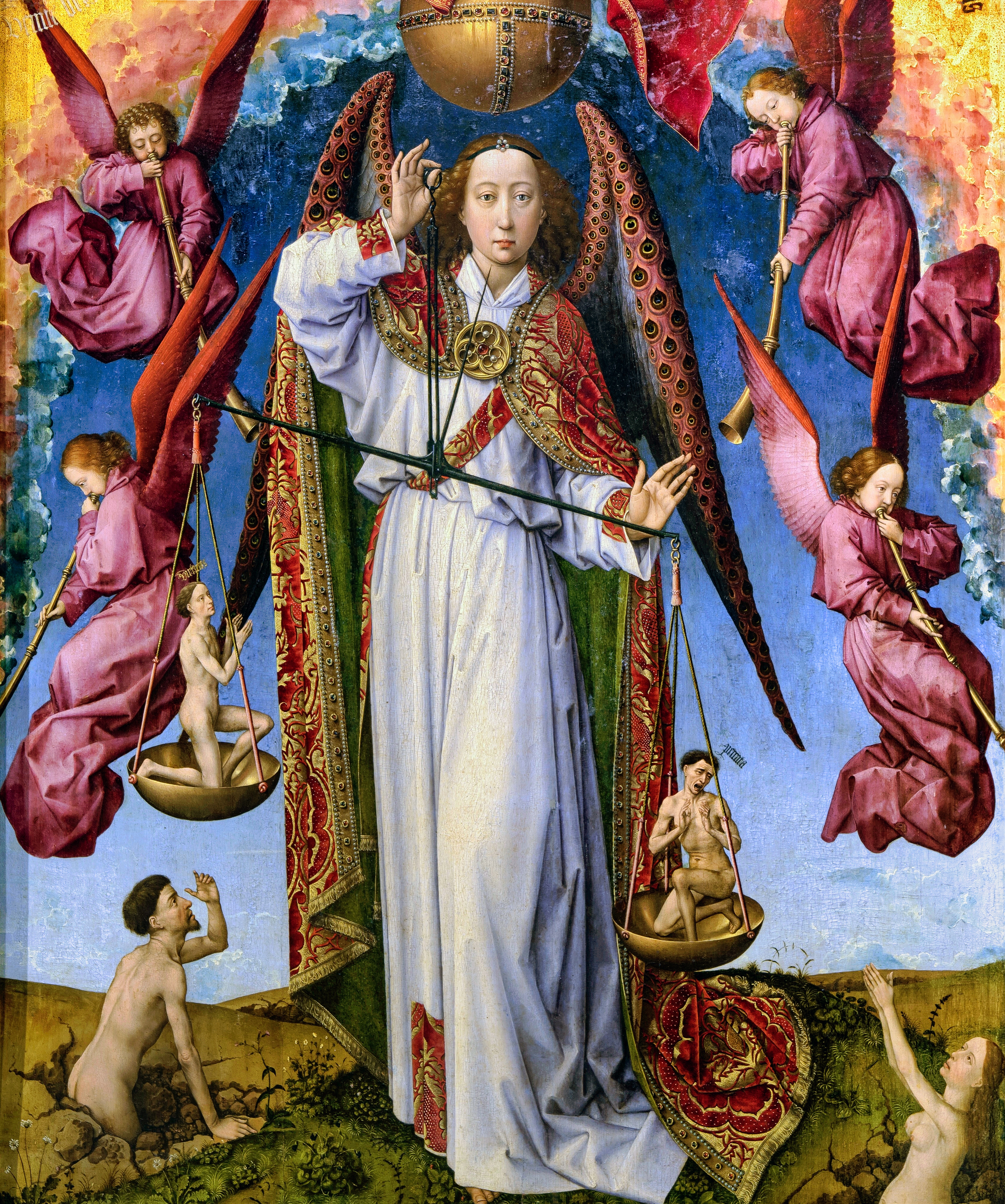
Der Erzengel Michael als Seelenwäger

Durch eine senkrechte Achse mit dem Weltenrichter verbunden befindet sich direkt unter ihm der Erzengel Michael.
Begleitet von vier Posaune blasenden Gerichtsengeln wägt er die Seelen, die durch den Klang der Posaunen erweckt aus ihren Gräbern kriechen, um sich dem Gericht zu stellen. Er ist gekleidet wie ein Diakon, mit Albe, der diagonal über die Brust verlaufenden Stola des Diakons, und einem schweren und prunkvollen Chormantel aus rotem Goldbrokat, der mit einer Fibel geschlossen wird. Der Dreipass der Fibel ist ein Symbol der Dreifaltigkeit, an die auf diese Weise – anders als im Genter Altar des Jan van Eyck – hier nur indirekt erinnert wird. Der segnende Gestus des Richters weist den Seligen den Weg zur Paradiespforte, dargestellt durch ein gotisches Portal mit Porphyrsäulen und vergoldetem Tympanon, Fialen, Krabben und Zinnen, wo sie vom Erzengel Gabriel, dem Paradieswächter, empfangen werden. Den Verdammten dagegen weist die Geste des Richters, unterstrichen durch das blutrote Gerichtsschwert, den Weg zur Hölle, aus deren weitgeöffnetem schwarzem Schlund die Flammen emporlodern.
In den beiden den Seelenwäger Michael begleitenden Seitentafeln dominieren die Figuren von Maria und von Johannes dem Täufer, die beide von einer Gruppe von Aposteln und Heiligen begleitet werden. Rogier nimmt in seine Darstellung des Jüngsten Gerichts die traditionelle Deesis auf, die seit dem 11. Jahrhundert vor allem in der byzantinischen Kunst für Bilder des Weltgerichts üblich ist. Maria und Johannes dienen bei dem Gericht als Fürsprecher für die zu Richtenden, ebenso wie die begleitende Schar der Heiligen, die nach den religiösen Vorstellungen der Zeit als persönliche Fürsprecher eines Christen, dessen Namenspatron sie sind, dienen könnten.
Die Seelenwägung im Jüngsten Gericht entspricht der ägyptischen Herzwägung beim Totengericht. Sie ist auch dem Alten Testament bekannt (Dan 5,27 ). In der Christenheit ist das Wiegen der Seele nur in der Vorstellung des Jüngsten Gerichts vorhanden, in dem die Menschen von Gott beurteilt werden. Sie wird in mittelalterlichen Darstellungen durch den Erzengel Michael vorgenommen. Auch untergeordnete Elemente der Seelenwägung stimmen in ägyptischen und mittelalterlichen Bildern treu überein, nicht zuletzt der Rachen des Untiers als Symbol für die Hölle. Wie sich die Beisitzer im ägyptischen Gericht aus seligen Toten rekrutieren konnten, so nehmen auch die Apostel am Jüngsten Gericht neben „dem Thron seiner Herrlichkeit“ teil (Matth. 19, 28).

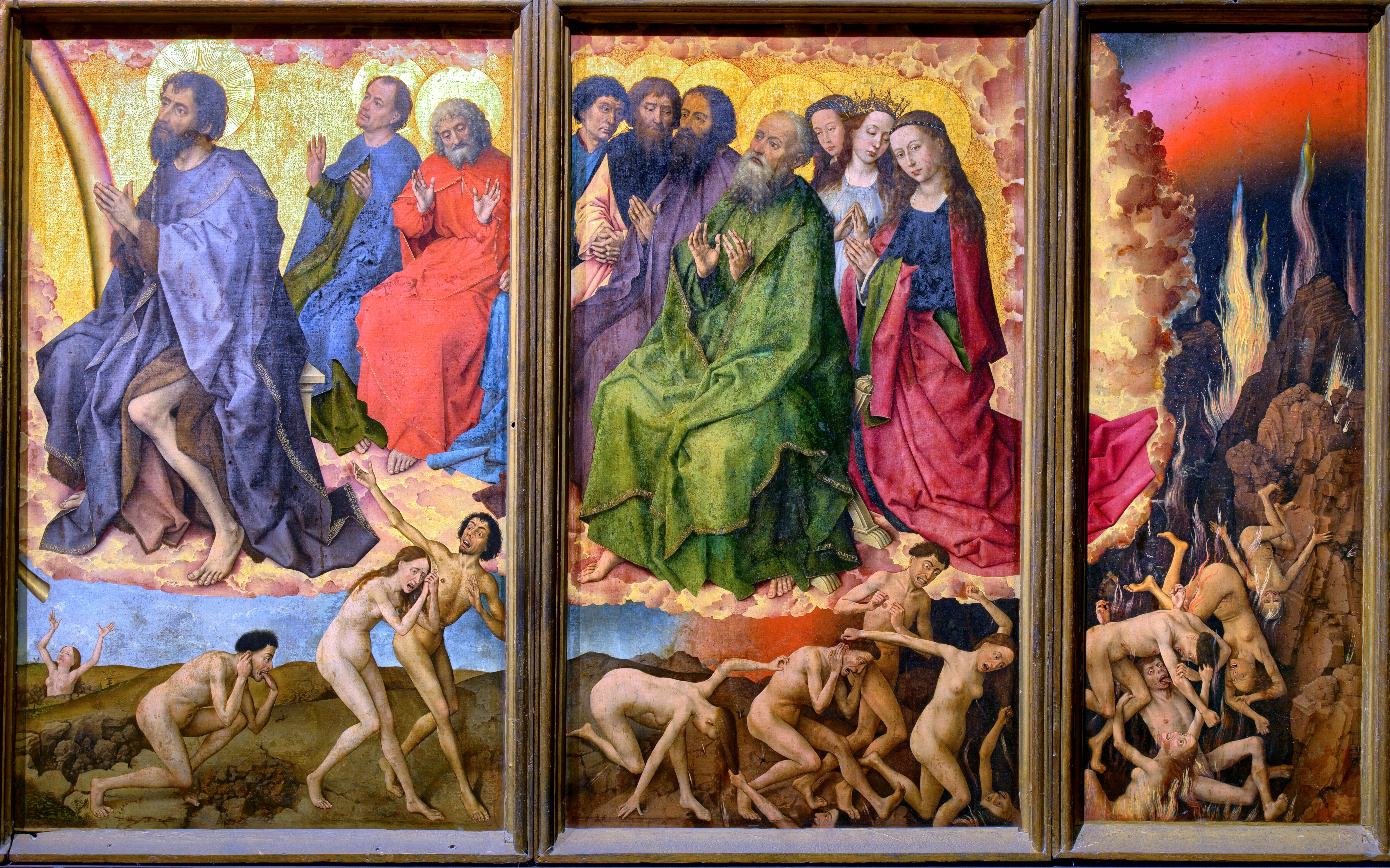
Fürsprecher und Verdammte

## Geschichte

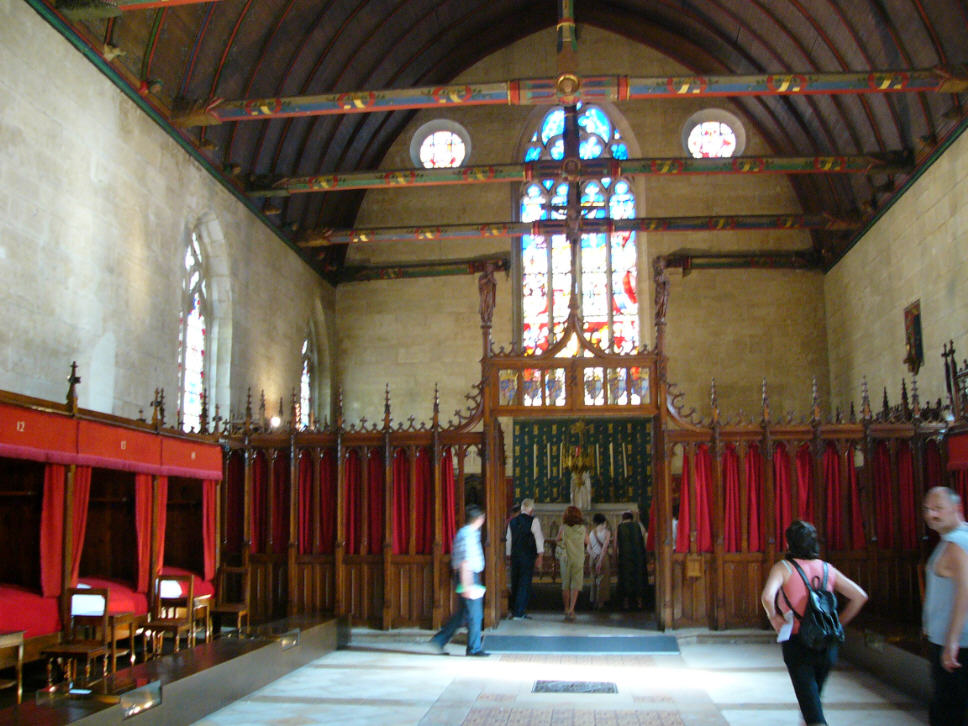
Der große Armensaal

Nach dem Hundertjährigen Krieg litten die Menschen in der Region Côte-d’Or unter drückender Armut. Vielen drohte der Hungertod. In der kleinen Stadt Beaune waren fast drei Viertel aller Einwohner davon bedroht, da sie durch die Kriegswirren mittellos geworden waren. Um ihr eigenes Seelenheil bemüht, beschlossen der Kanzler des burgundischen Herzogs Philipp des Guten, Nicolas Rolin, als betagter Mann, unter dem guten Einfluss seiner dritten Frau, der frommen Frau Guigone de Salins, ein Hospital zu gründen. 
Der burgundische Hof seiner Zeit war ein Zentrum der Kunst und der Kultur. Ermöglicht wurde diese Blüte durch die großen Reichtümer, die den Herzögen aus ihren ererbten Ländereien in Flandern zuflossen. Der Reichtum weckte zugleich politische Ambitionen. So war es das Ziel Philipps des Guten – der in direkter Linie dem französischen Königshaus entstammte – zwischen dem Königreich Frankreich und dem deutschen Kaiserreich ein neues Königreich Burgund zu schaffen. 
Die Großzügigkeit von Nicolas Rolin erstaunte diejenigen, die seinen Gefallen am Reichtum kannten und Ludwig XI. bemerkte: 

„Der Mann, der zu Lebzeiten die Armut so viele Menschen verursachte ist wohl schuldig, ihnen nach seinem Tod eine Zuflucht zu hinterlassen.“

Im Jahre 1443 erfolgte die Grundsteinlegung für den Bau des Hospitals Hôtel-Dieu in Beaune. Der große Armensaal mit Kapelle, in dem sich das Jüngstes Gericht befand, stellt den größten Saal zur Krankenpflege dar.